# Giro di Romandia 2005
Il Giro di Romandia 2005, cinquantanovesima edizione della corsa, valevole come undicesima prova del circuito UCI ProTour, si svolse in cinque tappe dal 26 aprile al 1º maggio 2005, precedute da un cronoprologo, per un percorso totale di 659,3 km, con partenza da Ginevra e arrivo a Losanna. Fu vinto dal colombiano Santiago Botero della Phonak, che terminò la competizione in 15h58'02".

## Tappe
| Tappa  | Data      | Percorso                         | km    | Vincitore di tappa  | Leader cl. generale |
| ------ | --------- | -------------------------------- | ----- | ------------------- | ------------------- |
| Prol.  | 26 aprile | Ginevra (cron. individuale)      | 3,4   | Óscar Pereiro       | Óscar Pereiro       |
| 1ª     | 27 aprile | Avenches > Avenches              | 166,9 | Alessandro Petacchi | Óscar Pereiro       |
| 2ª     | 28 aprile | Fleurier > Fleurier              | 171,9 | Alessandro Petacchi | Alessandro Petacchi |
| 3ª     | 29 aprile | Aigle > Anzère                   | 146,5 | Damiano Cunego      | Santiago Botero     |
| 4ª     | 30 aprile | Châtel-Saint-Denis > Les Paccots | 150,2 | Alberto Contador    | Damiano Cunego      |
| 5ª     | 1º maggio | Losanna (cron. individuale)      | 20,4  | Santiago Botero     | Santiago Botero     |
| Totale | Totale    | Totale                           | 659,3 |                     |                     |

## Squadre partecipanti
Presero parte alla prova solo le venti squadre con licenza UCI ProTeam.
| N.    | Cod. | Squadra                |
| ----- | ---- | ---------------------- |
| 1-8   | PHO  | Phonak Hearing Systems |
| 11-18 | DVL  | Davitamon-Lotto        |
| 21-28 | RAB  | Rabobank               |
| 31-38 | FAS  | Fassa Bortolo          |
| 41-48 | CSC  | Team CSC               |
| 51-58 | TMO  | T-Mobile Team          |
| 61-68 | QST  | Quick Step-Innergetic  |
| 71-78 | SDV  | Saunier Duval-Prodir   |
| 81-88 | DSC  | Discovery Channel Team |
| 91-98 | LIQ  | Liquigas-Bianchi       |

| N.      | Cod. | Squadra                          |
| ------- | ---- | -------------------------------- |
| 101-108 | GST  | Team Gerolsteiner                |
| 111-118 | LSW  | Liberty Seguros-Würth            |
| 121-128 | COF  | Cofidis, le Crédit par Téléphone |
| 131-138 | C.A  | Crédit Agricole                  |
| 141-148 | FDJ  | Française des Jeux               |
| 151-158 | LAM  | Lampre-Caffita                   |
| 161-168 | BTL  | Bouygues Télécom                 |
| 171-178 | EUS  | Euskaltel-Euskadi                |
| 181-188 | SDM  | Domina Vacanze                   |
| 191-198 | IBA  | Illes Balears-Caisse d'Epargne   |

## Dettagli delle tappe

### Prologo
- 26 aprile: Ginevra – Cronometro individuale - 3,4 km

Risultati
| Pos. | Corridore        | Squadra       | Tempo |
| ---- | ---------------- | ------------- | ----- |
| 1    | Óscar Pereiro    | Phonak        | 4'28" |
| 2    | Paolo Savoldelli | Discovery Ch. | s.t.  |
| 3    | Stefano Garzelli | Liquigas      | a 3"  |

| Pos. | Corridore        | Squadra       | Tempo |
| ---- | ---------------- | ------------- | ----- |
| 1    | Óscar Pereiro    | Phonak        | 4'28" |
| 2    | Paolo Savoldelli | Discovery Ch. | s.t.  |
| 3    | Stefano Garzelli | Liquigas      | a 3"  |

### 1ª tappa
- 27 aprile: Avenches > Avenches – 166,9 km

Risultati
| Pos. | Corridore           | Squadra       | Tempo    |
| ---- | ------------------- | ------------- | -------- |
| 1    | Alessandro Petacchi | Fassa Bortolo | 3h42'55" |
| 2    | Tom Steels          | Davitamon     | s.t.     |
| 3    | André Korff         | T-Mobile Team | s.t.     |

| Pos. | Corridore           | Squadra       | Tempo    |
| ---- | ------------------- | ------------- | -------- |
| 1    | Óscar Pereiro       | Phonak        | 3h47'21" |
| 2    | Alessandro Petacchi | Fassa Bortolo | s.t.     |
| 3    | Paolo Savoldelli    | Discovery Ch. | a 2"     |

### 2ª tappa
- 28 aprile: Fleurier > Fleurier - 171,9 km

Risultati
| Pos. | Corridore           | Squadra       | Tempo    |
| ---- | ------------------- | ------------- | -------- |
| 1    | Alessandro Petacchi | Fassa Bortolo | 4h17'13" |
| 2    | Daniele Colli       | Liquigas      | s.t.     |
| 3    | Mirco Lorenzetto    | Domina Vac.   | s.t.     |

| Pos. | Corridore           | Squadra       | Tempo    |
| ---- | ------------------- | ------------- | -------- |
| 1    | Alessandro Petacchi | Fassa Bortolo | 8h04'24" |
| 2    | Óscar Pereiro       | Phonak        | a 8"     |
| 3    | Paolo Savoldelli    | Discovery Ch. | a 12"    |

### 3ª tappa
- 29 aprile: Aigle > Anzère - 146,5 km

Risultati
| Pos. | Corridore       | Squadra  | Tempo    |
| ---- | --------------- | -------- | -------- |
| 1    | Damiano Cunego  | Lampre   | 3h45'49" |
| 2    | Denis Men'šov   | Rabobank | s.t.     |
| 3    | Santiago Botero | Phonak   | a 4"     |

| Pos. | Corridore       | Squadra  | Tempo     |
| ---- | --------------- | -------- | --------- |
| 1    | Santiago Botero | Phonak   | 11h50'34" |
| 2    | Damiano Cunego  | Lampre   | a 2"      |
| 3    | Denis Men'šov   | Rabobank | a 10"     |

### 4ª tappa
- 30 aprile: Châtel-Saint-Denis > Les Paccots – 150,2 km

Risultati
| Pos. | Corridore        | Squadra       | Tempo    |
| ---- | ---------------- | ------------- | -------- |
| 1    | Alberto Contador | Liberty Seg.  | 3h40'48" |
| 2    | Leonardo Piepoli | Saunier Duval | a 4"     |
| 3    | Damiano Cunego   | Lampre        | a 4"     |

| Pos. | Corridore       | Squadra  | Tempo     |
| ---- | --------------- | -------- | --------- |
| 1    | Damiano Cunego  | Lampre   | 15h31'30" |
| 2    | Santiago Botero | Phonak   | a 3"      |
| 3    | Denis Men'šov   | Rabobank | a 13"     |

### 5ª tappa
- 1º maggio: Losanna – Cronometro individuale – 20,4 km

Risultati
| Pos. | Corridore       | Squadra     | Tempo  |
| ---- | --------------- | ----------- | ------ |
| 1    | Santiago Botero | Phonak      | 26'29" |
| 2    | Bradley McGee   | F. des Jeux | a 25"  |
| 3    | Óscar Pereiro   | Phonak      | a 35"  |

| Pos. | Corridore       | Squadra  | Tempo     |
| ---- | --------------- | -------- | --------- |
| 1    | Santiago Botero | Phonak   | 15h58'02" |
| 2    | Damiano Cunego  | Lampre   | a 33"     |
| 3    | Denis Men'šov   | Rabobank | a 1'18"   |

## Evoluzione delle classifiche
| Tappa              | Vincitore            | Classifica generale | Classifica a punti  | Classifica scalatori | Classifica sprint | Classifica a squadre |
| ------------------ | -------------------- | ------------------- | ------------------- | -------------------- | ----------------- | -------------------- |
| Prol.              | Óscar Pereiro        | Óscar Pereiro       | Óscar Pereiro       | non assegnata        | non assegnata     | Phonak               |
| 1ª                 | Alessandro Petacchi) | Óscar Pereiro       | Óscar Pereiro       | Ivan Ravaioli        | Bradley McGee     | Phonak               |
| 2ª                 | Alessandro Petacchi) | Alessandro Petacchi | Alessandro Petacchi | Iñigo Landaluze      | Stefano Garzelli  | Phonak               |
| 3ª                 | Damiano Cunego)      | Santiago Botero     | Alessandro Petacchi | Rubén Lobato         | Erik Dekker       | Phonak               |
| 4ª                 | Alberto Contador)    | Damiano Cunego      | Alessandro Petacchi | Rubén Lobato         | Erik Dekker       | Phonak               |
| 5ª                 | Santiago Botero      | Santiago Botero     | Stefano Garzelli    | Rubén Lobato         | Erik Dekker       | Phonak               |
| Classifiche finali | Classifiche finali   | Santiago Botero     | Stefano Garzelli    | Rubén Lobato         | Erik Dekker       | Phonak               |

## Classifiche finali

### Classifica generale
| Pos. | Corridore        | Squadra       | Tempo     |
| ---- | ---------------- | ------------- | --------- |
| 1    | Santiago Botero  | Phonak        | 15h58'02" |
| 2    | Damiano Cunego   | Lampre        | a 33"     |
| 3    | Denis Men'šov    | Rabobank      | a 1'18"   |
| 4    | Alberto Contador | Liberty Seg.  | a 1'22"   |
| 5    | Marco Fertonani  | Domina Vac.   | a 1'40"   |
| 6    | Alexandre Moos   | Phonak        | a 2'02"   |
| 7    | Óscar Pereiro    | Phonak        | a 2'29"   |
| 8    | Manuel Beltrán   | discovery Ch. | a 2'31"   |
| 9    | Daniel Atienza   | Cofidis       | a 2'34"   |
| 10   | Tadej Valjavec   | Phonak        | a 2'57"   |

### Classifica a punti
| Pos. | Corridore        | Squadra       | Punti |
| ---- | ---------------- | ------------- | ----- |
| 1    | Stefano Garzelli | Liquigas      | 40    |
| 2    | Óscar Pereiro    | Phonak        | 35    |
| 3    | Damiano Cunego   | Lampre        | 34    |
| 4    | Santiago Botero  | Phonak        | 32    |
| 5    | André Korff      | T-Mobile Team | 25    |

### Classifica scalatori
| Pos. | Corridore       | Squadra       | Punti |
| ---- | --------------- | ------------- | ----- |
| 1    | Rubén Lobato    | Saunier Duval | 46    |
| 2    | Iñigo Landaluze | Euskaltel     | 28    |
| 3    | Erik Dekker     | Rabobank      | 26    |
| 4    | Joost Posthuma  | Rabobank      | 14    |
| 5    | Damiano Cunego  | Lampre        | 12    |

### Classifica sprint
| Pos. | Corridore        | Squadra     | Punti |
| ---- | ---------------- | ----------- | ----- |
| 1    | Erik Dekker      | Rabobank    | 13    |
| 2    | Óscar Pereiro    | Phonak      | 9     |
| 3    | Ruslan Ivanov    | Domina Vac. | 6     |
| 4    | Joost Posthuma   | Rabobank    | 6     |
| 5    | Stefano Garzelli | Liquigas    | 6     |

### Classifica squadre
| Pos. | Squadra                            | Tempo     |
| ---- | ---------------------------------- | --------- |
| 1    | Phonak Hearing Systems             | 47h57'46" |
| 2    | Liberty Seguros-Würth Team         | a 4'24"   |
| 3    | Saunier Duval-Prodir               | a 10'00"  |
| 4    | Discovery Channel Pro Cycling Team | a 12'58"  |
| 5    | Team CSC                           | a 13'04"  |

## Punteggi UCI
| Pos. | Corridore           | Squadra       | Punti |
| ---- | ------------------- | ------------- | ----- |
| 1    | Santiago Botero     | Phonak        | 51    |
| 2    | Damiano Cunego      | Lampre        | 41    |
| 3    | Denis Men'šov       | Rabobank      | 35    |
| 4    | Alberto Contador    | Liberty Seg.  | 31    |
| 5    | Marco Fertonani     | Domina Vac.   | 25    |
| 6    | Alexandre Moos      | Phonak        | 20    |
| 7    | Óscar Pereiro       | Phonak        | 16    |
| 8    | Manuel Beltrán      | Discovery Ch. | 10    |
| 9    | Daniel Atienza      | Cofidis       | 5     |
| 10   | Alessandro Petacchi | Fassa Bortolo | 2     |
| 11   | Tadej Valjavec      | Phonak        | 1     |

| Pos. | Squadra                        | Punti |
| ---- | ------------------------------ | ----- |
| 1    | Phonak Hearing Systems         | 20    |
| 2    | Liberty Seguros-Würth Team     | 19    |
| 3    | Saunier Duval-Prodir           | 18    |
| 4    | Discovery Channel              | 17    |
| 5    | Team CSC                       | 16    |
| 6    | Crédit Agricole                | 15    |
| 7    | Rabobank                       | 14    |
| 8    | Liquigas-Bianchi               | 13    |
| 9    | Cofidis                        | 12    |
| 10   | Domina Vacanze                 | 11    |
| 11   | Illes Balears-Caisse d'Epargne | 10    |
| 12   | Bouygues Télécom               | 9     |
| 13   | Davitamon-Lotto                | 8     |
| 14   | Lampre-Caffita                 | 7     |
| 15   | Quick Step                     | 6     |
| 16   | T-Mobile Team                  | 5     |
| 17   | Fassa Bortolo                  | 4     |
| 18   | La Française des Jeux          | 3     |
| 19   | Gerolsteiner                   | 2     |
| 20   | Euskaltel-Euskadi              | 1     |